# Atmospheric Reentry Demonstrator
Atmospheric Reentry Demonstrator o ARD va ser un vehicle experimental europeu per a l'estudi de la reentrada atmosfèrica.
Consistia en un model a escala del 80% del mòdul de comandament d'una nau Apollo per realitzar proves tecnològiques per a un possible vehicle de rescat de tripulació per l'Estació Espacial Internacional. No anava tripulada, i estava estabilitzada en els tres eixos.
Entre els seus instruments contenia un sistema de comunicació amb els satèl·lits TDRS de la NASA, un sistema de navegació GPS, 7 propulsors de control per hidrazina per al sistema de control de posició, que estava derivat del sistema de control de l'Ariane 5, un escut tèrmic de 2,8 metres de diàmetre, tres paracaigudes de 23 metres de diàmetre i una balisa SARSAT per a la seva recuperació.
Va ser llançat en un Ariane 5 el 21 d'octubre de 1998 des de Kourou. El ARD es va separar de l'etapa superior de l'Ariane als 12 minuts i 2 segons de l'enlairament, entrant en una òrbita de 830 km x 1 km, garantint la reentrada abans de completar l'òrbita. El vehicle va caure a l'oceà Pacífic a 3,69 graus nord i 153,35 graus oest, dins de l'àrea de 5 km en el qual es va calcular que cauria, i va ser recuperat per vaixells de l'armada francesa.
Un dels objectius del ARD era validar els algorismes desenvolupats al cancel·lat programa del transbordador Hermes, que són similars als usats per la NASA en el seu transbordador espacial i es basen en un perfil de desceleració de referència, la qual cosa permet un guiat acceptable per a uns requisits de càlcul moderats.